# Legény-barlang melletti átjáró
A Legény-barlang melletti átjáró a Duna–Ipoly Nemzeti Park területén lévő Pilis hegységben, a Csévi-szirteken található egyik barlang.

## Leírás
Pilisszentléleken, a Pilis hegy Ny-i oldalában elhelyezkedő Csévi-szirteken (fokozottan védett területen) található a barlang, amely a Legény-barlangtól 230°-ra 40 m-re, 15 m-rel alacsonyabban húzódik. A Legény-barlang melletti átjáró két bejárata a Legény-barlanghoz felvezető ösvény mellett található. Alsó, észrevehetőbb bejárata 0,9×0,7 m-es, míg a felső egy meredeken lejtő szűk, 0,7×0,3 m-es oldott hasadék.
A dachsteini mészkőben kialakult barlang egy lejtős barlangmaradvány, amelynek csőszerű szelvénye és oldásformái utalnak arra, hogy korróziós úton jött létre. Nincs benne képződmény, csak némi kondenzvizes borsókő figyelhető meg falain. A barlangjáró alapfelszereléssel bejárható barlang megtekintéséhez nem kell engedély.
1990-ben volt először Legény-barlang melletti átjárónak nevezve a barlang az irodalmában.

## Kutatástörténet
1990-ben Kárpát József mérte fel a Legény-barlang melletti átjárót, majd a felmérés alapján megszerkesztette a barlang 1:100 méretarányú alaprajz térképét keresztmetszettel. Ebben az évben Kárpát József elkészítette a Legény-barlang környékének (Csévi-szirtek) áttekintő térképét. A térképen látható a Legény-barlang melletti átjáró (a térképen Átjáró) két bejáratának földrajzi elhelyezkedése. A Kárpát József által írt és 1990-ben készült kéziratban szó van arról, hogy a Legény-barlang melletti átjáró (Pilisszentlélek) a Legény-barlangtól 230°-ra 40 m-re, 15 m-rel alacsonyabban helyezkedik el. A Legény-barlang melletti átjáró két bejárata a Legény-barlanghoz felvezető ösvény mellett található. Alsó, észrevehetőbb bejárata 0,9×0,7 m-es, míg a felső egy meredeken lejtő szűk, 0,7×0,3 m-es oldott hasadék.
A dachsteini mészkőben kialakult barlang 5,5 m hosszú és 1,5 m mély. A lejtős barlangmaradvány csőszerű szelvénye és oldásformái utalnak arra, hogy korróziós úton jött létre. Nincs benne képződmény, csak némi kondenzvizes borsókő figyelhető meg falain. Száraz és poros, pókok tanyáznak benne. Eddig nem volt leírva a barlang. Nincs különösebb jelentősége. Az ismertetésbe bekerült a barlang térképe és a Legény-barlang környékének (Csévi-szirtek) áttekintő térképe.
A Kárpát József által írt 1991-es kéziratban meg van említve, hogy a Legény-barlang melletti átjáró (Piliscsév) 6 m hosszú és 1 m mély. 2002-ben a Barlangtani Intézet megbízásából az Ariadne Karszt- és Barlangkutató Egyesület két tagja, Kovács Richárd és Szabó Evelin mérték fel a 4840-77 barlangkataszteri számú Legény-barlang melletti Átjárót. Kovács Richárd a felmérés alapján megszerkesztette a barlang alaprajz térképét 2 keresztmetszettel és hosszmetszet térképét. A felmérés szerint a barlang 5 m hosszú és +2,5 m mély. 2002-ben Kovács Richárd szerkesztett egy olyan térképet is, amelyen a Legény-barlang melletti átjáró és a Csiga-lyuk alaprajz térképe együtt látható. Az egyesület 2005. évi jelentésében az olvasható, hogy a 4840-77 barlangkataszteri számú Legény-barlang melletti átjáró 5 m hosszú, 2,5 m függőleges kiterjedésű, 0 m mély, 2,5 m magas és 4,4 m vízszintes kiterjedésű.
Az egyesület 2008. évi jelentése szerint a 4840-77 barlangkataszteri számú Legény-barlang melletti átjáró 5 m hosszú, 2,5 m függőleges kiterjedésű, 0 m mély, 2,5 m magas és 4,4 m vízszintes kiterjedésű. Az egyesület 2009. évi jelentése szerint a 4840-77 barlangkataszteri számú Legény-barlang melletti átjáró 5 m hosszú, 2,5 m függőleges kiterjedésű, 0 m mély, 2,5 m magas és 4,4 m vízszintes kiterjedésű. Az egyesület 2010. évi jelentése szerint a 4840-77 barlangkataszteri számú Legény-barlang melletti átjáró 5 m hosszú, 2,5 m függőleges kiterjedésű, 0 m mély, 2,5 m magas és 4,4 m vízszintes kiterjedésű.
Az egyesület 2011. évi jelentése szerint a 4840-77 barlangkataszteri számú Legény-barlang melletti átjáró 5 m hosszú, 2,5 m függőleges kiterjedésű, 0 m mély, 2,5 m magas és 4,4 m vízszintes kiterjedésű. Az egyesület 2013. évi jelentése szerint a 4840-77 barlangkataszteri számú Legény-barlang melletti átjáró 5 m hosszú, 2,5 m függőleges kiterjedésű, 0 m mély, 2,5 m magas és 4,4 m vízszintes kiterjedésű. Az egyesület 2014–2015. évi jelentése szerint a 4840-77 barlangkataszteri számú Legény-barlang melletti átjáró 5 m hosszú, 2,5 m függőleges kiterjedésű, 0 m mély, 2,5 m magas és 4,4 m vízszintes kiterjedésű.